# Tour de Flandes 1929
El Tour de Flandes 1929 es la 13.ª edición del Tour de Flandes. La carrera se disputó el 17 de marzo de 1929, con inicio en Gante y final en Wetteren después de un recorrido de 216 kilómetros. 
El vencedor final fue el belga Jef Dervaes, que se impuso al esprint a sus cinco compañeros de fuga en Wetteren. Los también belgas Georges Ronsse y Alfred Hamerlinck fueron segundo y tercero respectivamente.

## Clasificación final
|    | Ciclista               | Equipo                      | Tiempo     |
| -- | ---------------------- | --------------------------- | ---------- |
| 1  | Jef Dervaes            | Genial Lucifer-Hutchinson   | 7h 01' 50" |
| 2  | Georges Ronsse         | La Française-Diamant-Dunlop | + 4' 10"   |
| 3  | Alfred Hamerlinck      | Genial Lucifer - Hutchinson | + 5' 10"   |
| 4  | Jean Mertens           | Alcyon-Dunlop               | + 5' 10"   |
| 5  | Gustave Van Slembrouck | Genial Lucifer-Hutchinson   | + 5' 10"   |
| 6  | André Verbiest         |                             | + 5' 10"   |
| 7  | August Verdyck         | Genial Lucifer-Hutchinson   | + 5' 10"   |
| 8  | Julien Vervaecke       | Alcyon-Dunlop               | + 5' 10"   |
| 9  | Ernest Mottard         | Genial Lucifer-Hutchinson   | + 10' 10"  |
| 10 | Julien Delbecque       | Gouden Hand                 | + 10' 40"  |